# Exocelina miriae
Exocelina miriae är en skalbaggsart som först beskrevs av Michael Balke 1998.  Exocelina miriae ingår i släktet Exocelina och familjen dykare. Inga underarter finns listade i Catalogue of Life.